# Frank Williams
Francis Owen Garbatt Williams (South Shields, condado de Durham, 16 de abril de 1942-Surrey, 28 de noviembre de 2021), más conocido como Frank Williams, fue un piloto de carreras, empresario y dirigente deportivo, destacado por haber sido cofundador y director del equipo Williams Racing de Fórmula 1.

## Biografía
Después de una breve carrera como piloto y mecánico, financiado por su trabajo como vendedor ambulante de alimentos, fundó su primer equipo, el Frank Williams Racing Cars en 1966. Dirigió a los conductores incluyendo Piers Courage y Tony Trimmer durante varios años en Fórmula 2 y Fórmula 3. Williams compró un chasis Brabham de Fórmula 1, que Courage condujo durante toda la temporada 1969, consiguiendo dos segundos lugares.
En 1970, emprendió una breve asociación con Alejandro de Tomaso, quien le construyó el automóvil. La muerte de Piers Courage en el Gran Premio de los Países Bajos ese año fue un duro golpe para el equipo, y la relación de Williams con De Tomaso se terminó a finales de ese año.
En 1976, junto con Patrick Head, fundó el Williams Grand Prix Engineering después de abandonar a su antiguo equipo debido a las diferencias con su asociado, el magnate petrolero Walter Wolf, (quien se quedó con el equipo y lo rebautizó como Walter Wolf Racing).
Un accidente de tráfico el 8 de marzo de 1986, cuando abandonaba el circuito Paul Ricard, le causó una parálisis que le dejó en silla de ruedas. Conducía con el director de patrocinio del equipo, Peter Windsor, en un Ford Sierra rentado desde el circuito francés hasta el aeropuerto de Niza Costa Azul cuando ocurrió el incidente. Había estado en el circuito para ver las pruebas del nuevo Williams FW11 del equipo. Durante el viaje hacia el aeropuerto, perdió el control del auto de alquiler en una leve torcedura a la izquierda en la carretera, lo que hizo que se saliera del pavimento. Una caída de 2.4 m (8 pies), entre la carretera y un campo hizo que el automóvil rodara hacia el lado del conductor. Sufrió una fractura de columna vertebral entre la cuarta y quinta vértebra luego de ser presionado entre su asiento y el techo aplastado. Windsor, por el contrario, sólo sufrió heridas leves. Virginia, la esposa de Williams, escribió un libro autobiográfico que se publicó en 1991, A Different Kind of Life, en el que describe sus experiencias en los años de formación del equipo de Fórmula 1, así como el accidente casi fatal de su esposo.
En 1986 la reina Isabel II del Reino Unido le concedió la Orden del Imperio Británico. Doce años más tarde pasó a ser Caballero de la Orden del Imperio Británico.
En 1980 y al comando de su escudería Williams Grand Prix Engineering, logró su primer título de pilotos de F1 con el australiano Alan Jones al volante y su primer título de constructores F1, lo que a su vez se tradujo en su primer doblete mundial. Estos títulos serían los primeros de una exitosa cosecha que incluyó 7 campeonatos de pilotos y 9 de constructores, llegando a superar en este último rubro a la Scuderia Ferrari, hasta la coronación de la escuadra italiana en 1999.
Tras la muerte de Ayrton Senna a los mandos de un Williams durante la carrera del Gran Premio de San Marino de 1994, Frank Williams fue acusado de homicidio de acuerdo con la ley italiana. Finalmente fue absuelto en 1997.
Desde 1978, dirigió al equipo Williams hasta el 2013 cuando encargó la dirección del mismo a su hija Claire Williams, habiendo logrado varios éxitos en la máxima categoría del automovilismo en los años 1980 y 1990. Concretamente, siete campeonatos del mundo de pilotos y nueve de constructores, cosa que le convierten en una de las escuderías más ganadoras de Fórmula 1.

## Retiro
El 3 de septiembre de 2020, tras el Gran Premio de Italia, tanto Frank como su hija Claire dejaron sus puestos en el equipo, dando fin a una era dentro de la escudería.

## Fallecimiento
Tras ser ingresado de urgencias dos días antes, falleció el 28 de noviembre de 2021 a causa de su delicado estado de salud.

## Televisión
- Williams (2017): Documental dirigido por Morgan Matthews, que aborda la vida familiar y profesional de Frank Williams.[17]